# St-Germain (Gometz-la-Ville)

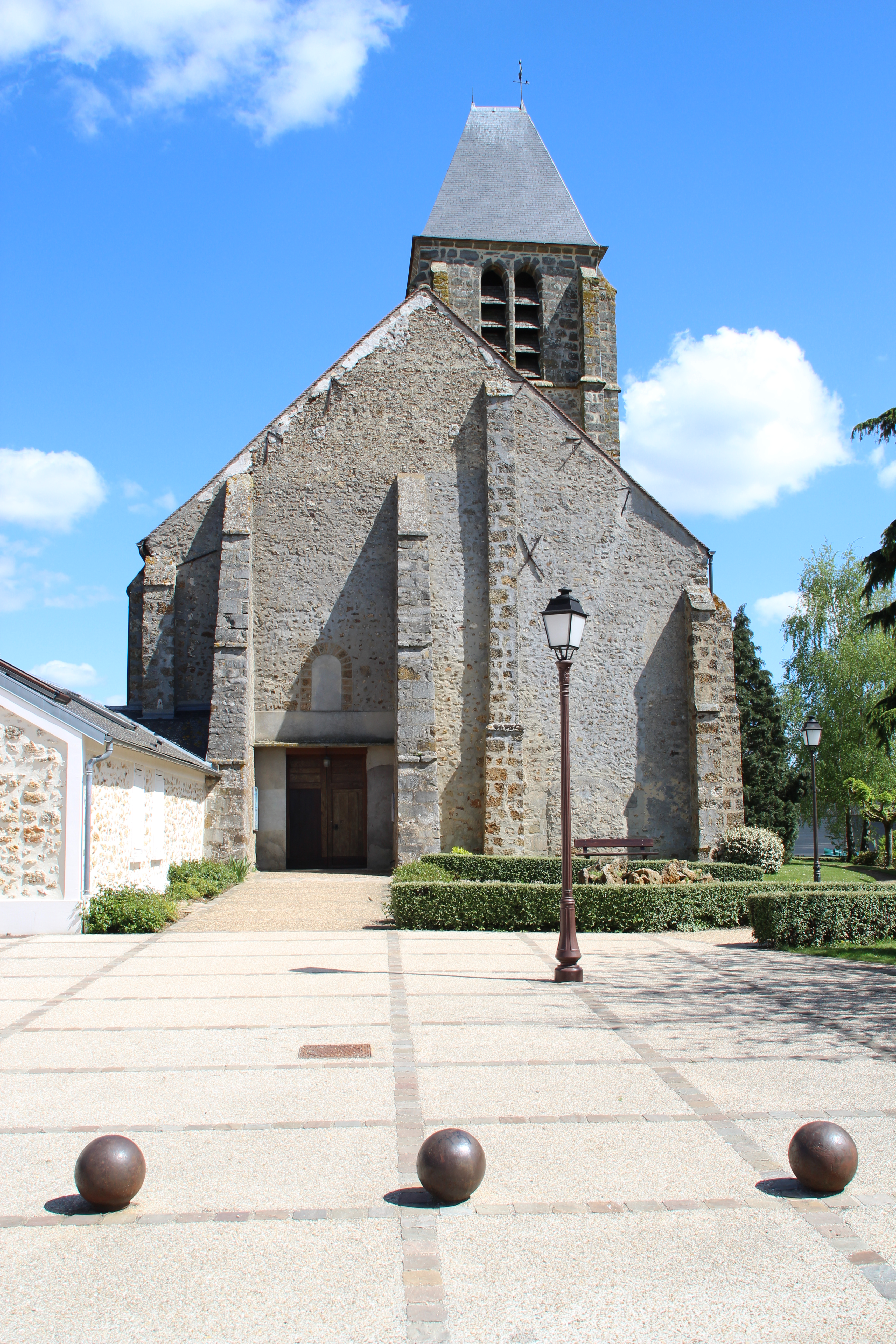
Pfarrkirche Saint-Germain, Westfassade

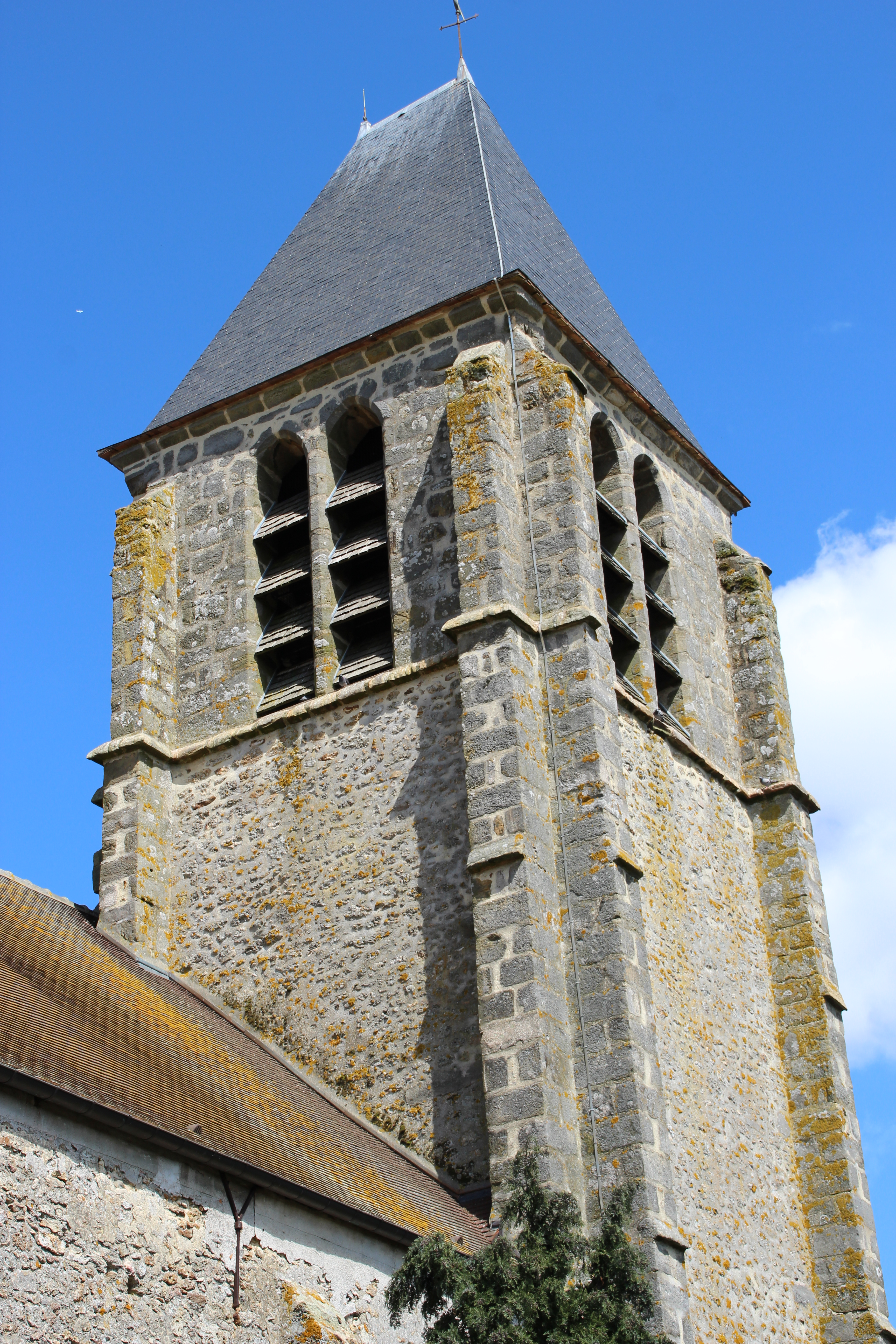
Glockenturm

Die katholische Pfarrkirche St-Germain in Gometz-la-Ville, einer Gemeinde im Département Essonne in der französischen Region Île-de-France, wurde im 13. und 14. Jahrhundert errichtet. Die Kirche ist dem heiligen Germanus geweiht, der im 6. Jahrhundert Bischof von Paris war und nach dem die dortige Kirche Saint-Germain-des-Prés benannt ist.

## Architektur

### Außenbau
Die fensterlose Westfassade der Kirche wird von weit ausladenden Strebepfeilern aus Bruchstein verstärkt. Sie wurden Ende des 18. Jahrhunderts während der Französischen Revolution errichtet, da die Wand einzustürzen drohte. Der Glockenturm an der Südseite wird von einem Walmdach gedeckt. Das Obergeschoss des Turms ist auf allen vier Seiten von rundbogigen Zwillingsarkaden durchbrochen. 

### Innenraum

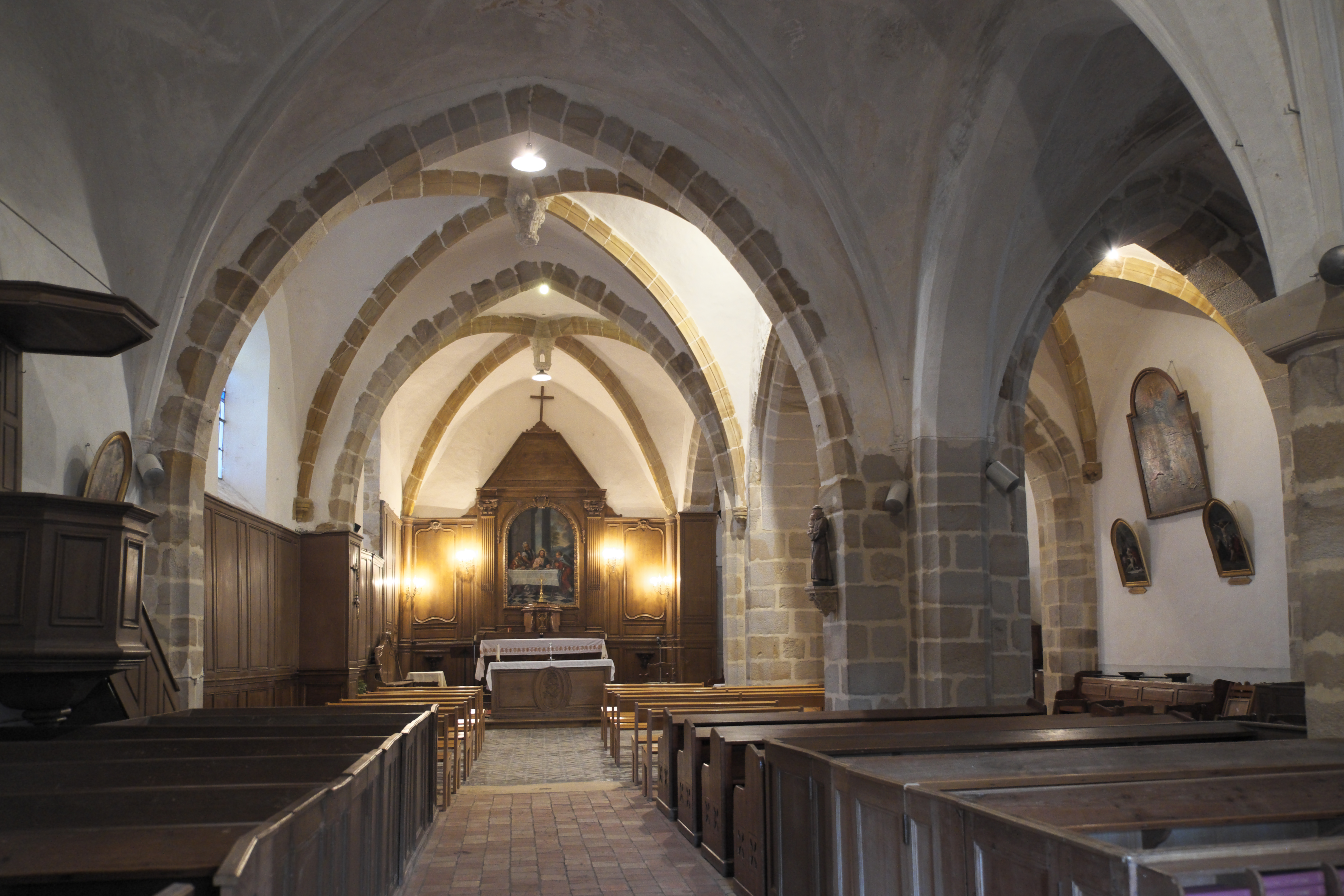
Innenraum

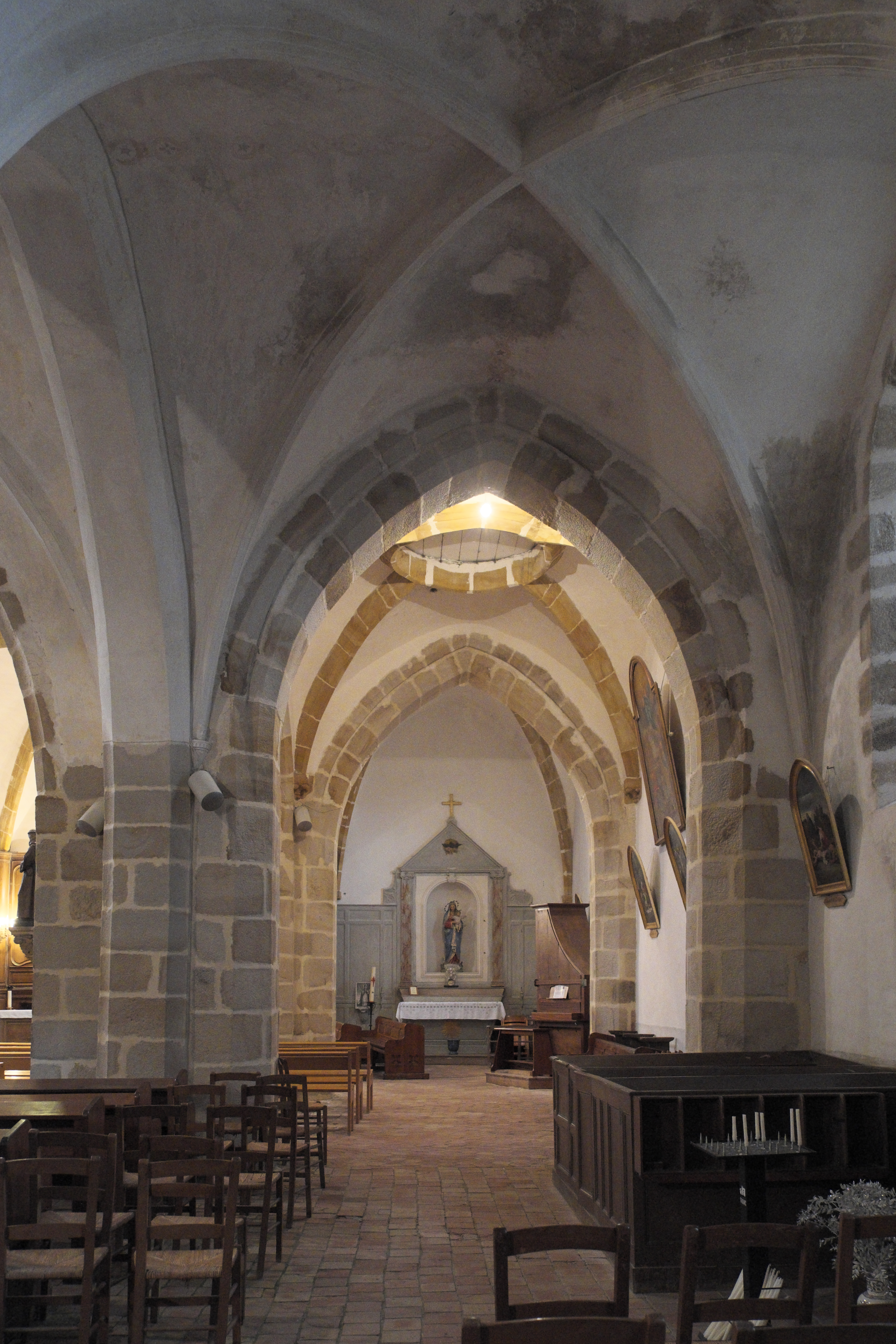
Seitenschiff

Der Innenraum ist in vier Joche gegliedert. Er besteht aus einem Hauptschiff, das im Osten in einen gerade geschlossenen Chor mündet, und einem südlichen Seitenschiff, an das sich auf der Höhe des Chors die Marienkapelle anschließt. 
Der gesamte Innenraum ist mit Kreuzrippengewölben gedeckt. Im Hauptschiff, im Chor und in der Marienkapelle sind die Gewölbe mit reich skulptierten Abhänglingen aus dem 15./16. Jahrhundert versehen. Auf einem Schlussstein ist ein Tempel mit Arkaden und Karyatiden dargestellt, auf einem anderen sieht man Köpfe von Männern und Frauen. Ein Schlussstein ist mit pflanzlichem Dekor verziert, auf einem weiteren ist auf einer Scheibe ein geflügelter Engelskopf zu erkennen. Im Seitenschiff gibt es diese Schlusssteine nicht, vermutlich wurde es später gebaut.

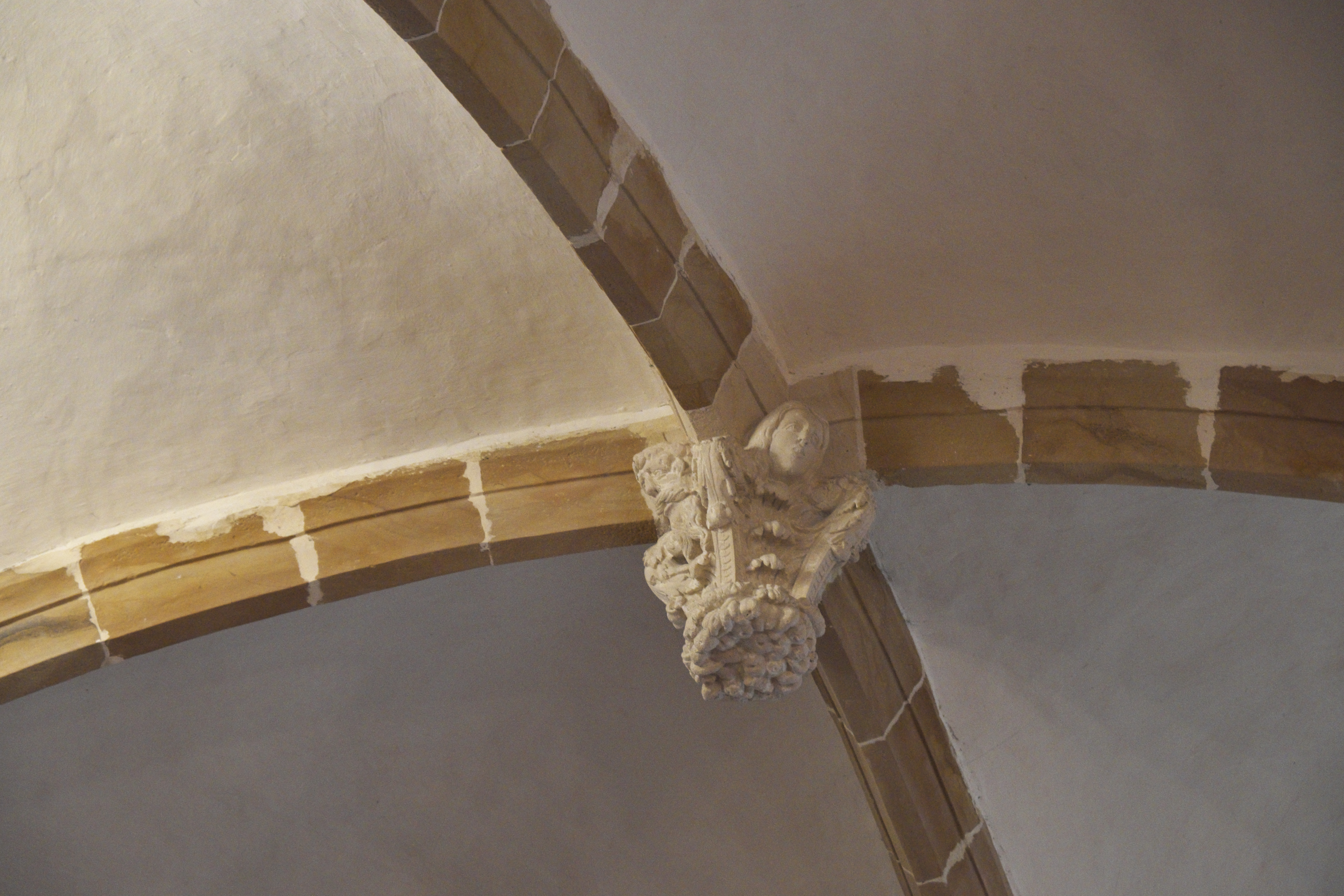
Gewölbeschlussstein
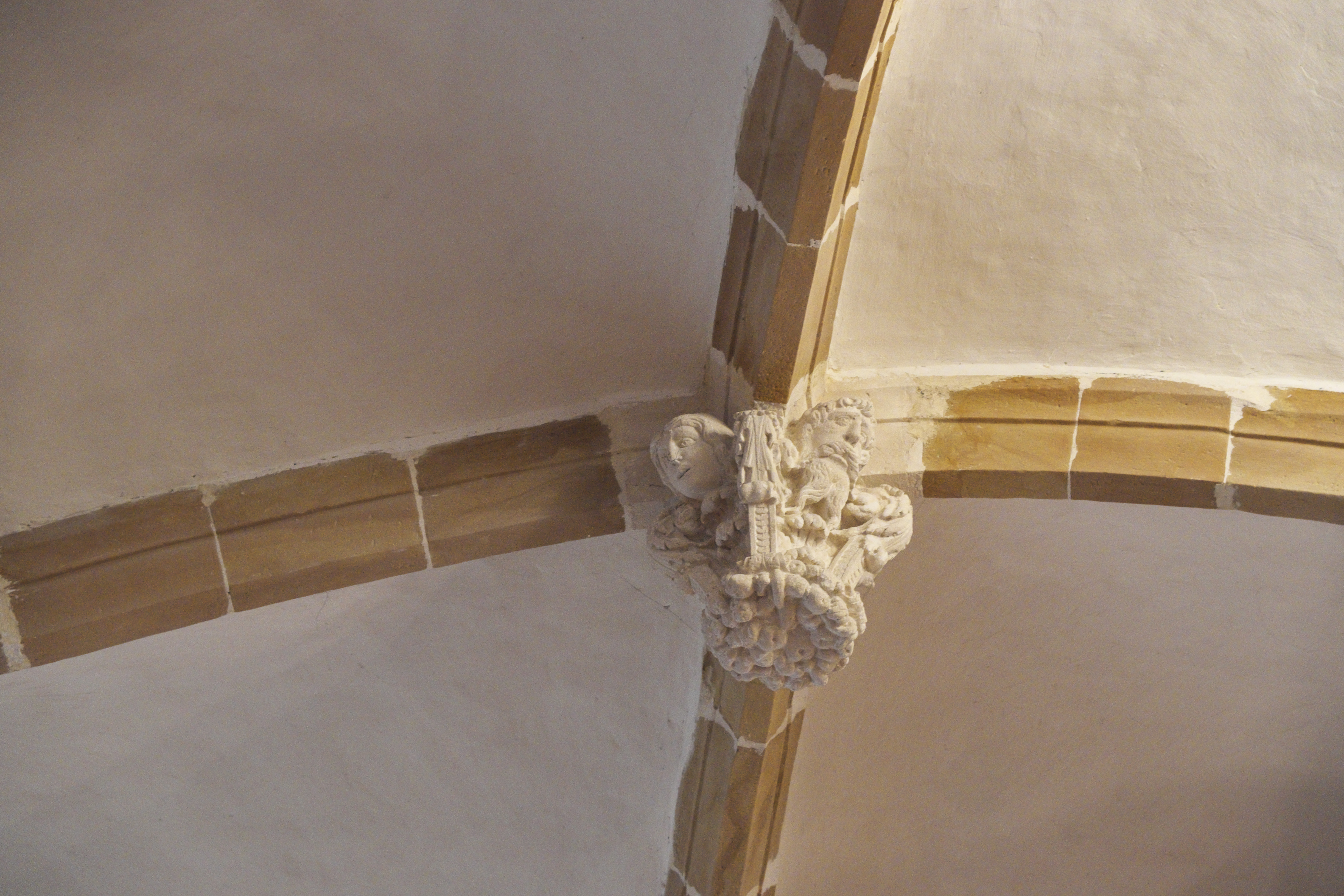
Gewölbeschlussstein
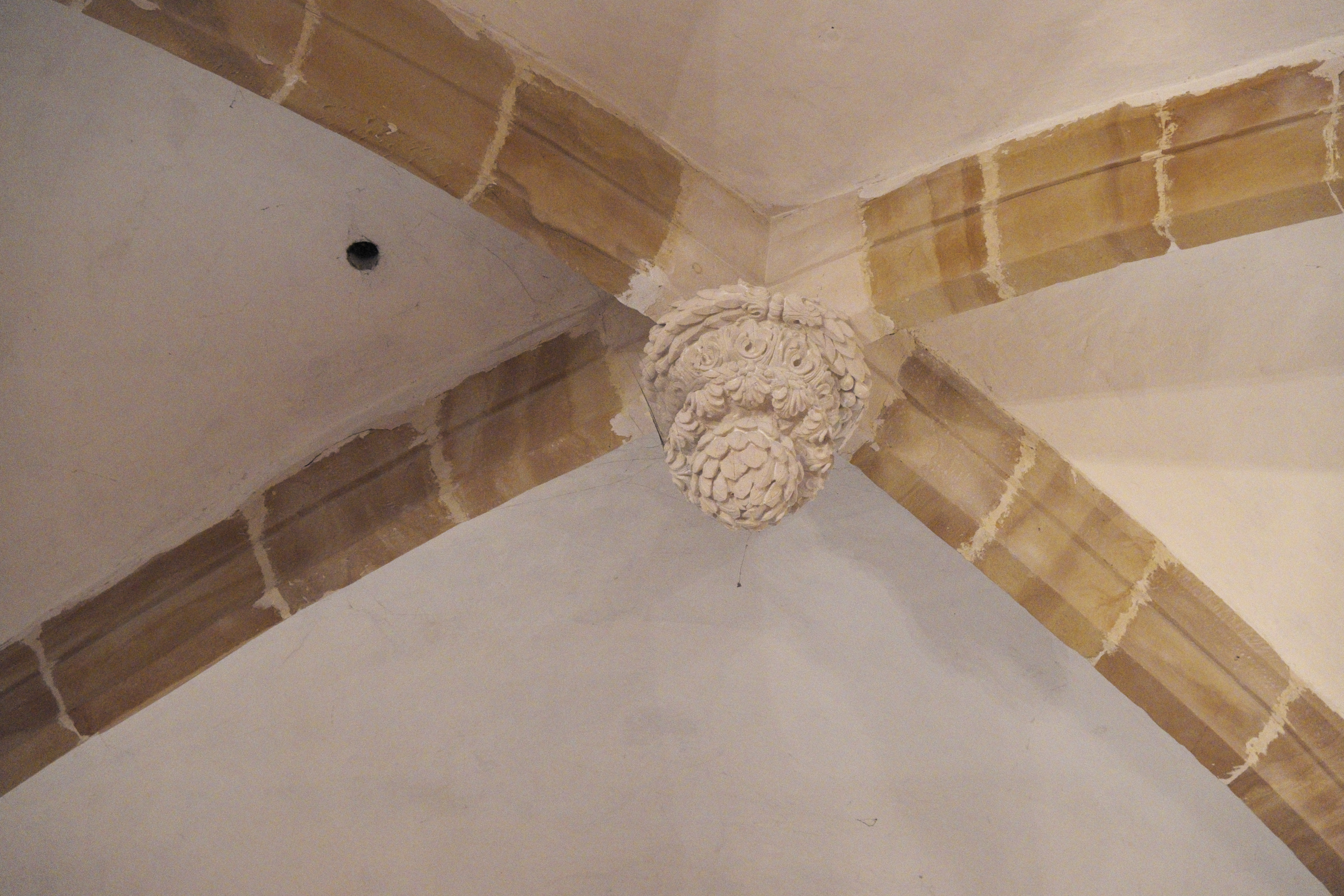
Gewölbeschlussstein

Auf dem nordwestlichen Pfeiler unter dem Glockenturm ist die Jahreszahl 1818 und ein Steinmetzzeichen zur Erinnerung an Bauarbeiten in diesem Jahr eingemeißelt. Bei der Renovierung im Jahr 2003 wurden Reste von Wandmalereien am Gewölbe wieder freigelegt.

## Bleiglasfenster
Die Bleiglasfenster im Stil Art déco wurden von Raphaël Lardeur ausgeführt. Auf einem Fenster ist der Schutzpatron der Kirche, Germanus von Paris, dargestellt, auf einem anderen die heilige Therese von Lisieux.

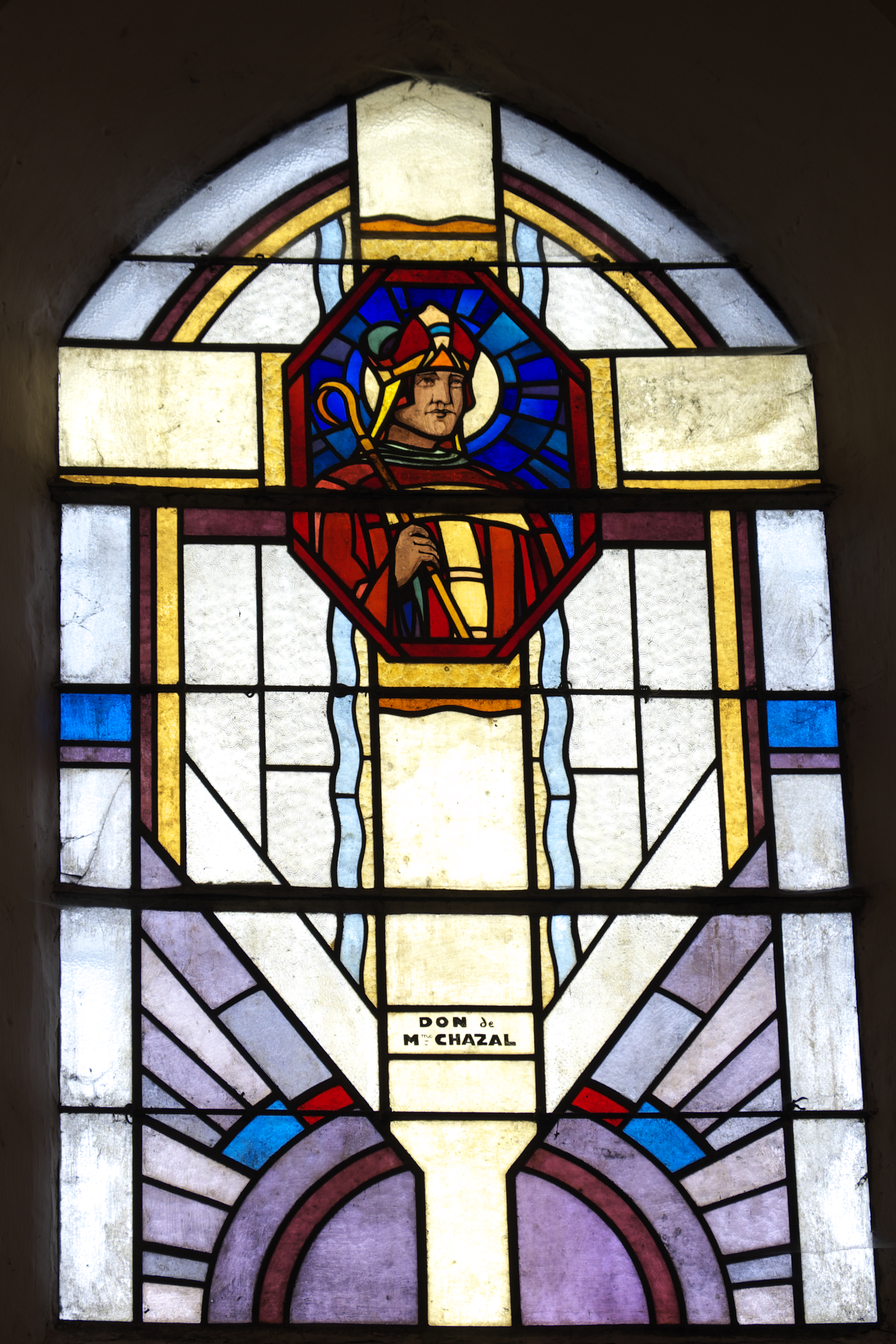
Germanus von Paris
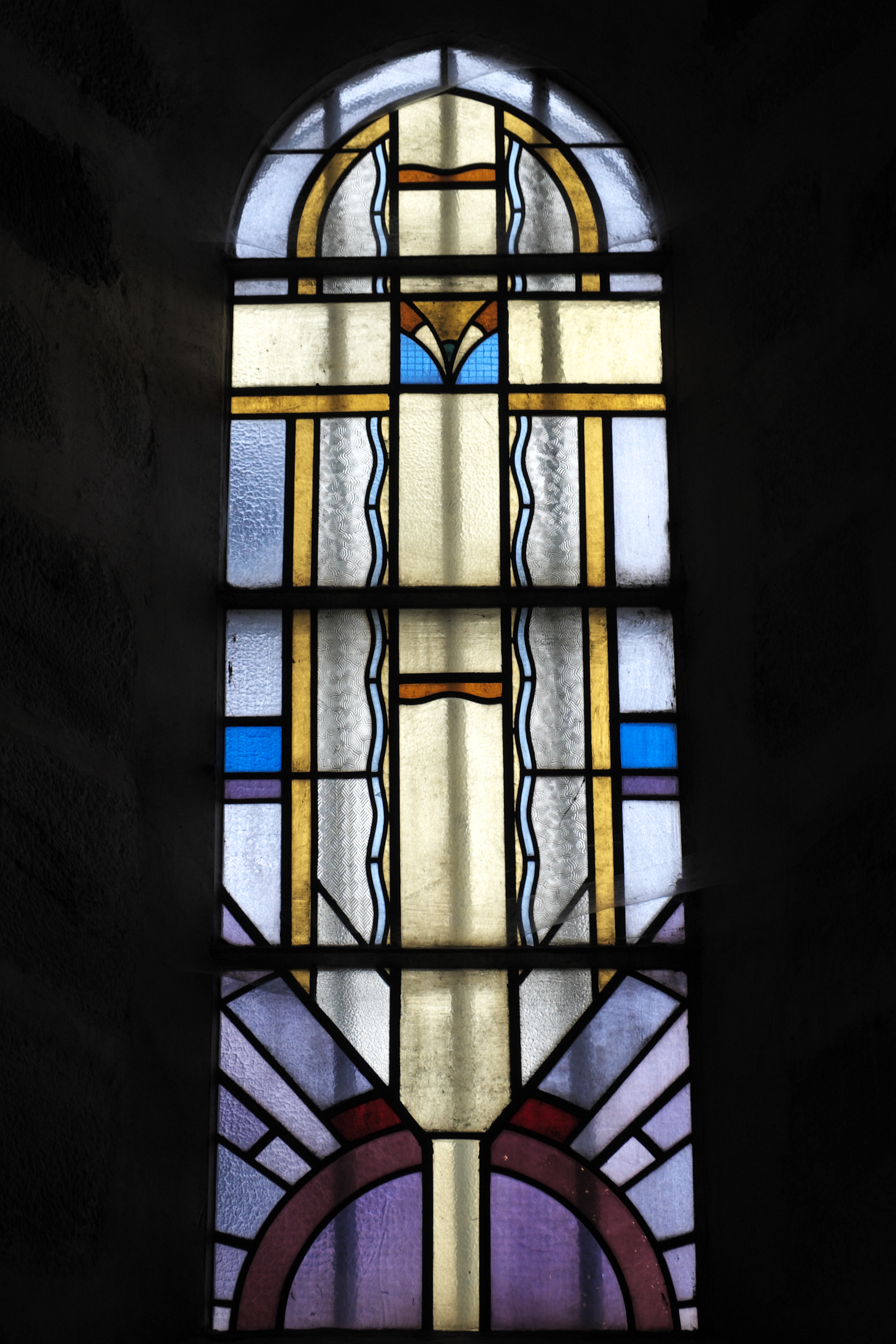
Bleiglasfenster im Stil Art déco
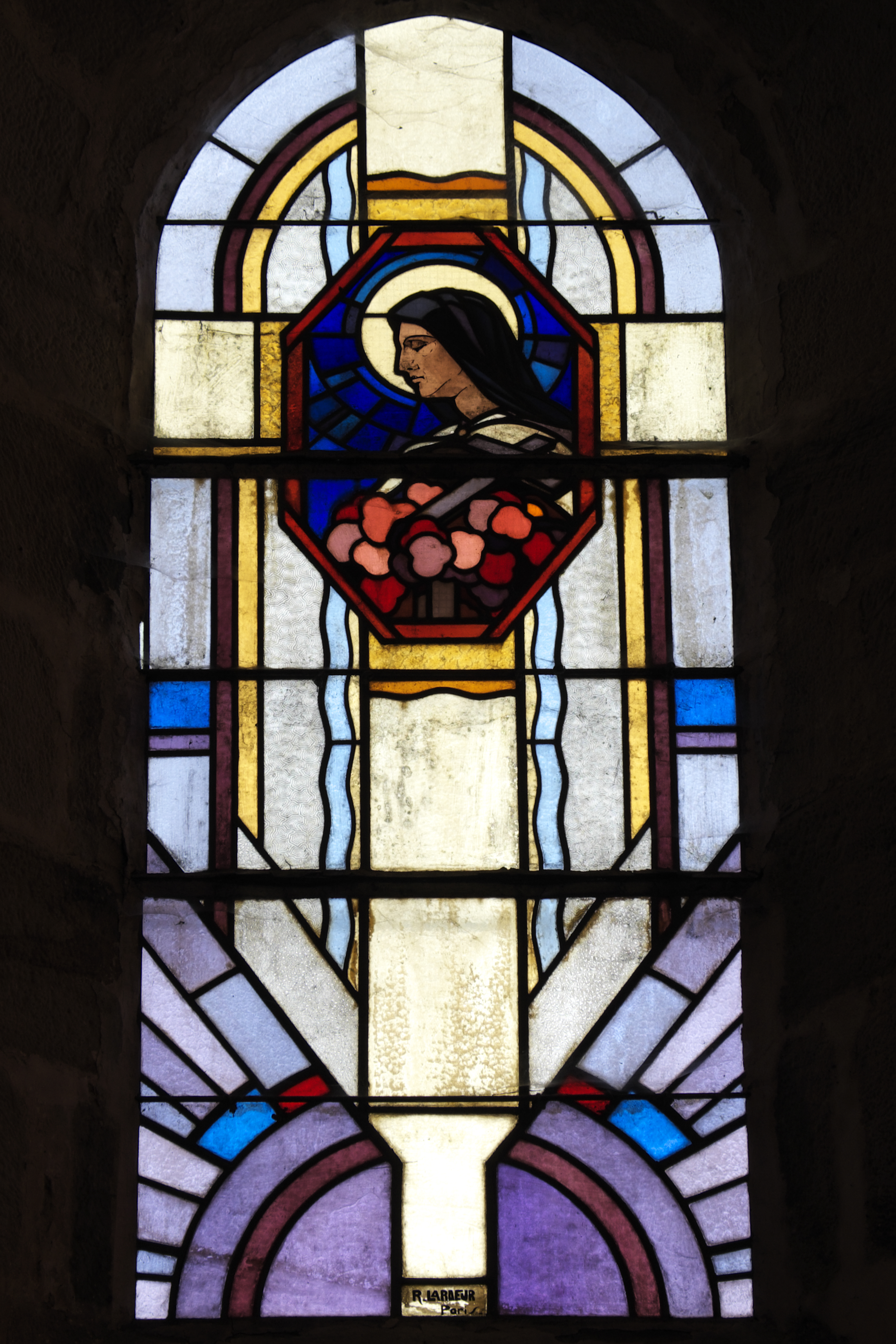
Therese von Lisieux

## Ausstattung
- Der heutige Volksaltar war ehemals die Vorderseite einer Kirchenbank aus dem 18. Jahrhundert, die dem Grundherrn vorbehalten war. Die Rückwand wird heute als Chorstuhl genutzt.
- Das Taufbecken wird ins 17. Jahrhundert datiert. Es ist aus Holz geschnitzt, das ovale Becken ist im Inneren mit Blei ausgekleidet.
- Am Eingang zum Chor ist eine Grabplatte in den Fußboden eingelassen, auf der zwei Personen dargestellt sind. Aus der Inschrift geht hervor, dass der Bestattete im Jahr 1564 gestorben ist.

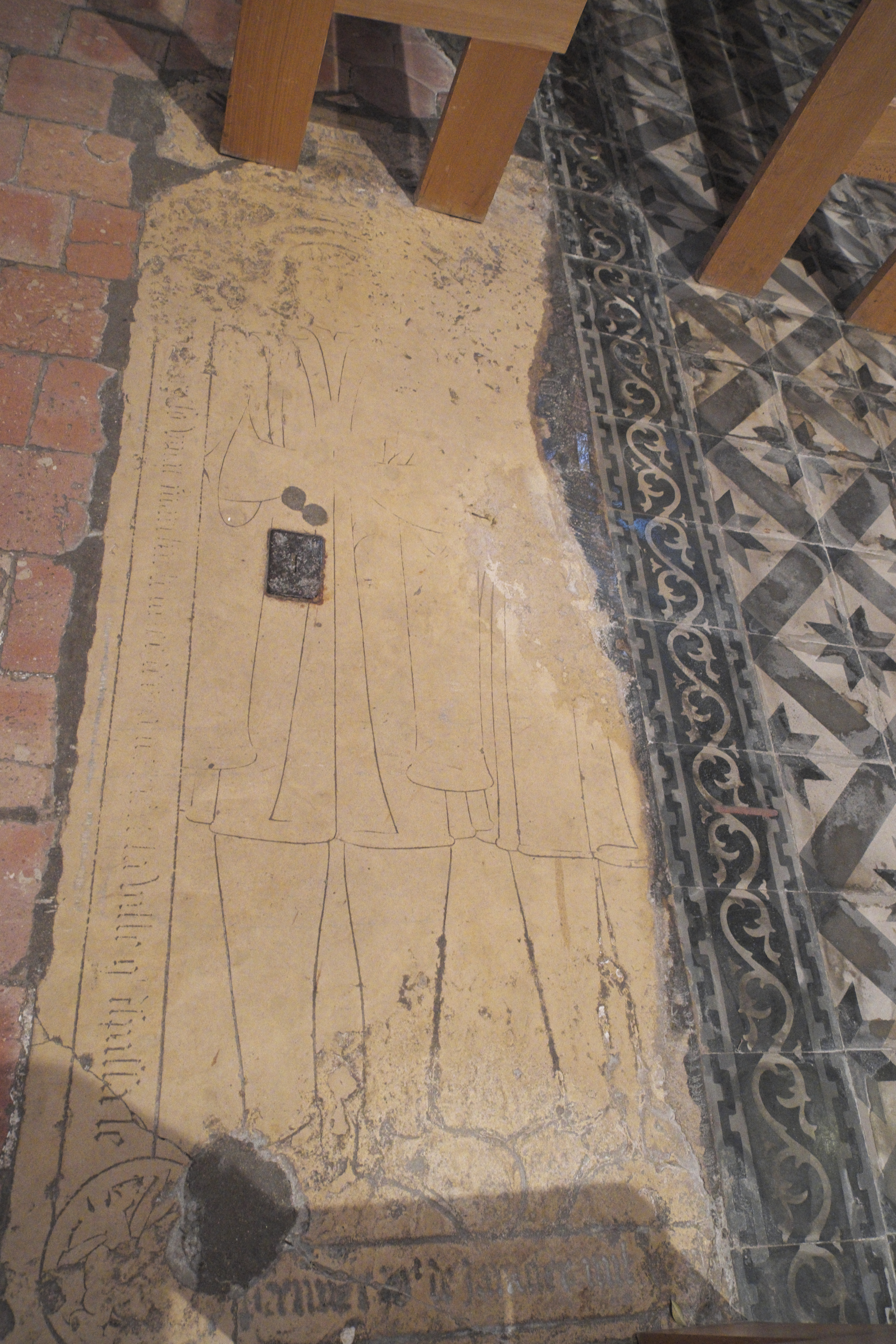
Grabplatte mit der Jahreszahl 1564
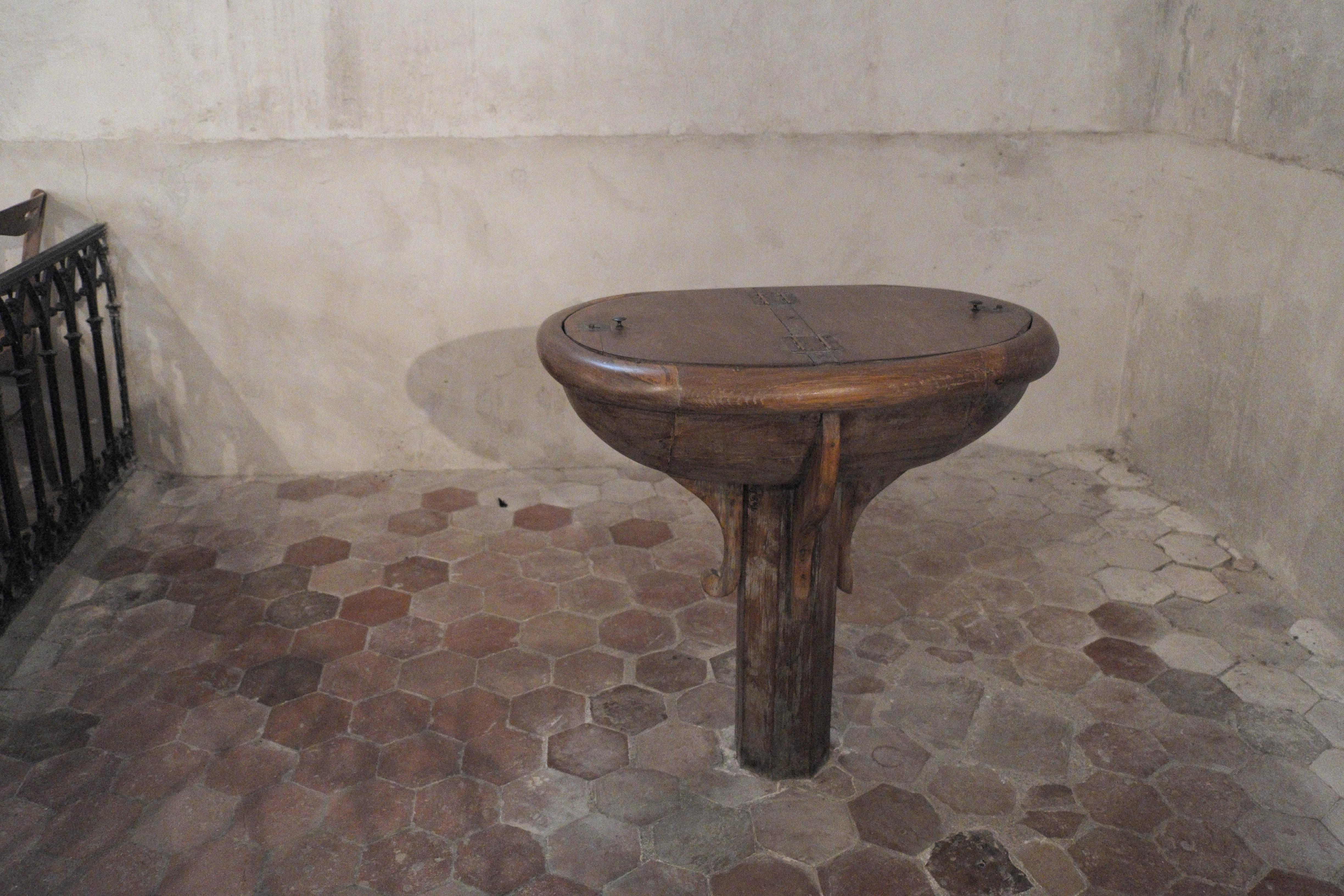
Taufbecken